# Abraham Frey
Abraham Frey est un protestant genevois arrivé en 1756 qui fut protégé par la marquise de Pompadour dans le violent conflit qui l'oppose aux artisans normands lorsqu'il s'installe en 1764 dans la vallée de Bondeville, près de Rouen et Bolbec, une région qui devient alors un centre cotonnier majeur de l'histoire des indiennes de coton en Europe.
Il avait été auparavant l'associé d'Abraham Pouchet(1729-1786) qui avait installé dans la région un premier atelier dès 1758, un an avant que la fabrication d'indiennes ne soit autorisé en France.
En 1756, Abraham Frey, Genevois, fit lui-même le premier essai, à Rouen, d'une manufacture de toiles imprimées, à la demande de la marquise de Pompadour. Mais le commerce des indiennes était encore interdit. Il a donc décidé de s'associer avec un homme de Bolbec en 1758 Abraham Pouchet. En 1759 un arrêt du Conseil d'État, confirmé par des lettres patentes du roi l'autorise à s'installer, mais par prudence il diffère l'ouverture de son indiennerie.
Dès 1760 une autre fabrique s'installe dans la région mais subit un échec. Ses promoteurs, Macis et Massac décident alors d'ouvrir plutôt une manufacture de laine gauffrée.

## Sources
- Familles protestantes du pays de Caux: Levesque, Besselièvre, Lemai(s)tre ... - Page 382

de Charles Marc Bost - 1984
- Bulletin de la Société libre d'émulation du commerce et de l'industrie de Rouen
- Serge Chassagne Le coton et ses patrons: France, 1760-1840, Éditions de l'École des hautes études en sciences sociales, 1991